# منتخب روسيا تحت 21 سنة لكرة الطائرة للرجال
منتخب روسيا تحت 21 سنة لكرة الطائرة للرجال هو ممثل روسيا الرسمي في المنافسات الدولية في كرة طائرة في فئة كرة الطائرة للرجال تحت 21 سنة.